# 沙迦酋长国
沙迦酋长国（阿拉伯语：إمارة الشارقةّ）位於杜拜和阿吉曼之間，是阿聯酋的成員國之一。面積2,590平方公里，人口636,000 (2003年)。是該國唯一同時瀕臨波斯灣和阿曼灣海岸線的成員國。有國際機場。首府沙迦。

## 政治

### 历任統治者（谢赫）
| 在位                           | 名字                                   | 备注                |
| ------------------------------ | -------------------------------------- | ------------------- |
| c.1727 - 1777                  | 谢赫·拉希德·本·马塔尔·本·拉赫曼·卡西米 |                     |
| 1777 - 1803                    | 谢赫·沙克尔一世·本·拉希德·卡西米       |                     |
| 1803 - 1866                    | 谢赫·苏丹一世·本·沙克尔·卡西米         | (d. 1866)           |
| 1866 - 1868年4月14日           | 谢赫·哈立德一世·本·苏丹·卡西米         | (d. 1868)           |
| 1868年4月14日 - 1883年3月      | 谢赫·萨利姆·本·苏丹·卡西米             | (d. 1919)           |
| 1883年3月 - 1914               | 谢赫·沙克尔二世·本·哈立德·卡西米       | (b. 18.. - d. 1914) |
| 1914年4月13日 - 1924年11月21日 | 谢赫·哈立德二世·本·艾哈迈德·卡西米     | (b. 1878 - d. 1924) |
| 1924年11月21日 - 1951          | 谢赫·苏丹二世·本·沙克尔·卡西米         | (d. 1951)           |
| 1951年5月 - 1965年6月24日      | 谢赫·沙克尔三世·本·苏丹·卡西米         | (b. 1925 - d. 1993) |
| 1965年6月24日 - 1972年1月24日  | 谢赫·哈立德三世·本·穆罕默德·卡西米     | (b. 1931 - d. 1972) |
| 1972年 - 至今                  | 谢赫·苏丹三世·本·穆罕默德·卡西米       | (b. 1939)           |

## 经济

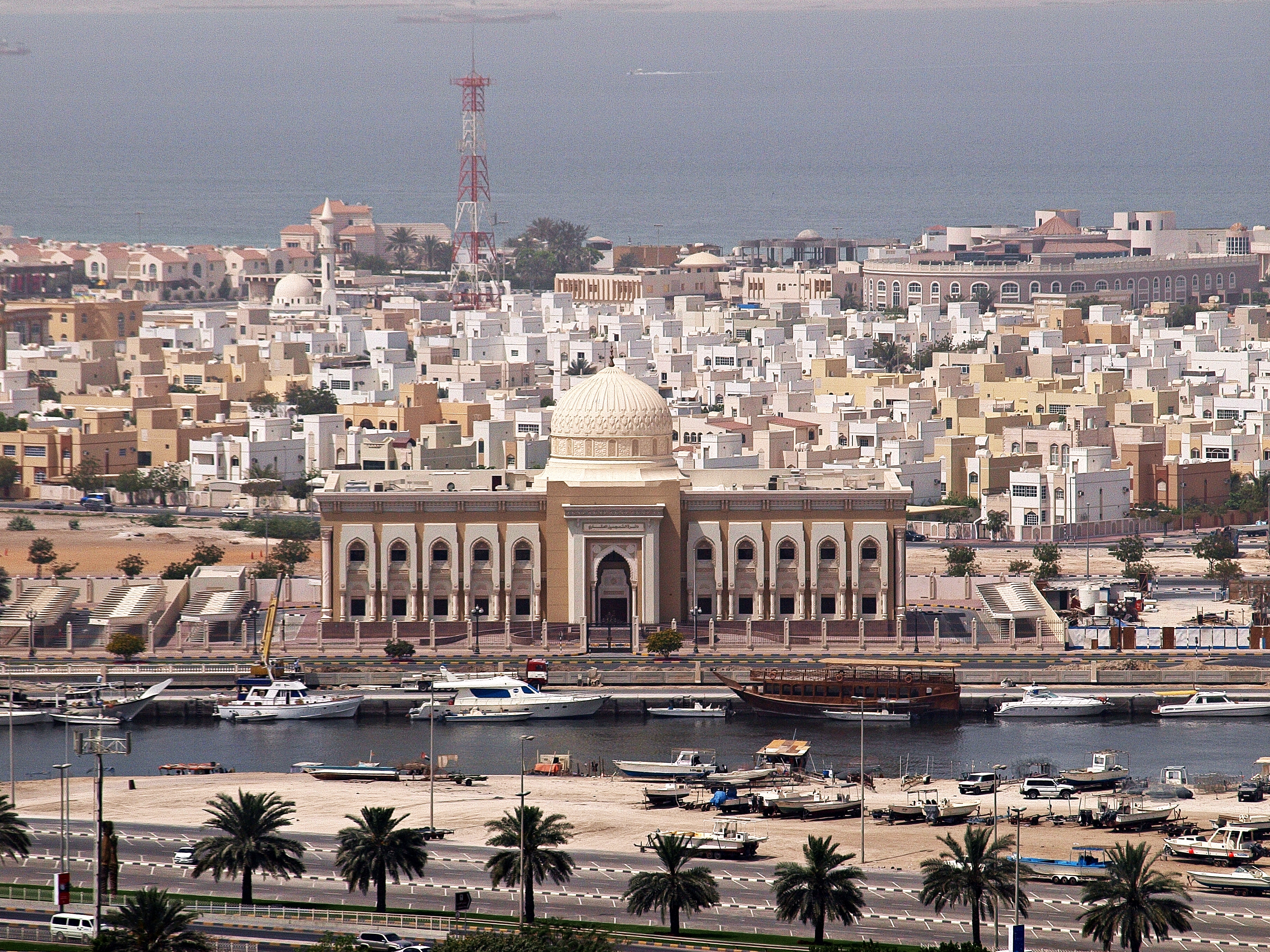
城區

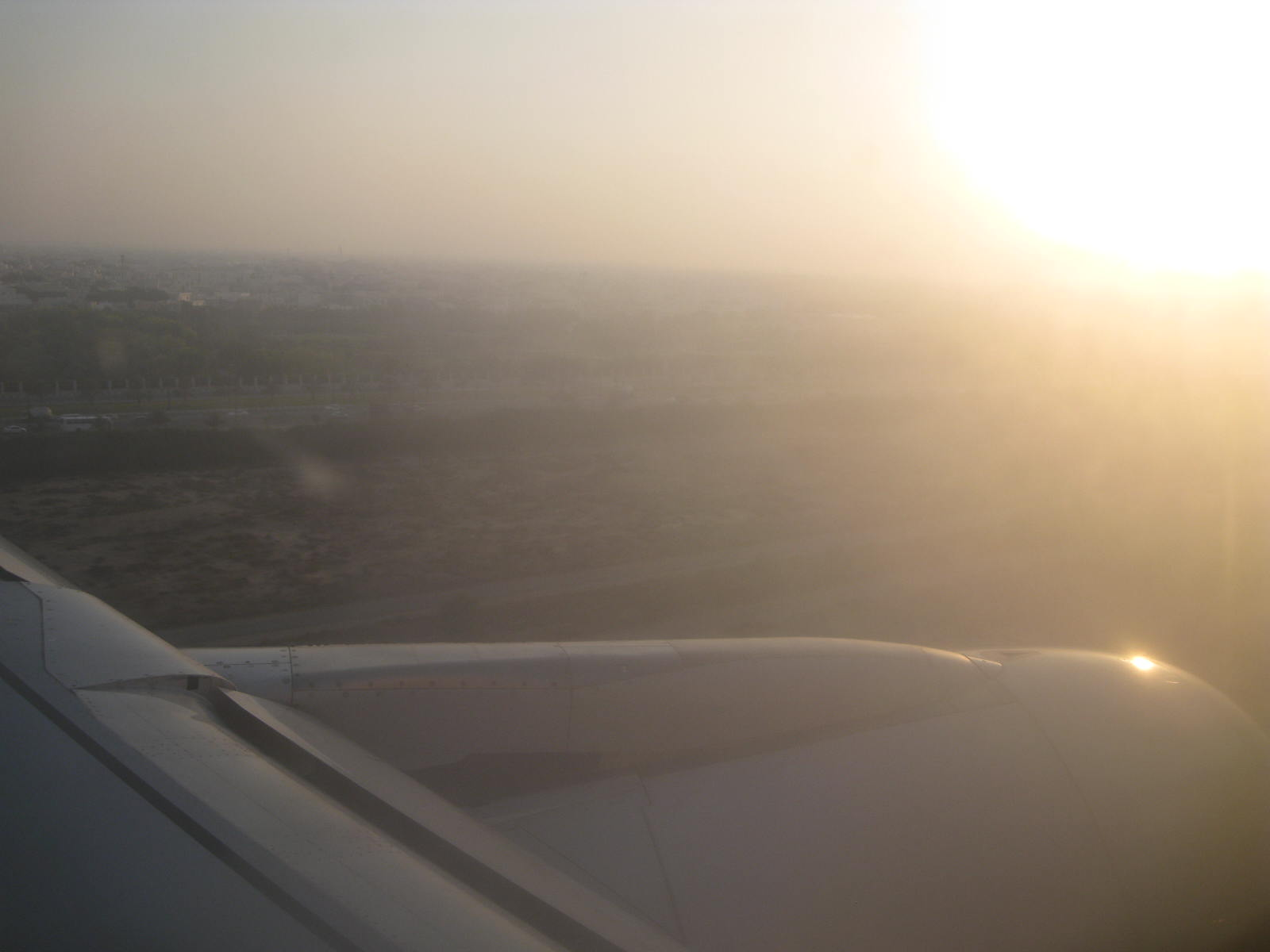
金融灣

石油收入是沙迦经济来源之一。它的石油开采比迪拜晚，在1974年才首次开采出石油，近年来日产量保持在4万桶。工业主要是食品加工、纺织、塑膠、玻璃及石化工业等。农业较落后。
由于沙迦地处阿联酋的中部，在迪拜迅速发展之前，沙迦由于得天独厚的地理位置，使其从1965年起就开始成为重要的国际交通枢纽。沙迦国际机场建于1932年，是阿联酋第一个机场。一般人们都是从沙迦的国际机场开始认识沙迦的。沙迦国际机场是通往欧洲、亚洲、远东的中转站，30多家航空公司与沙迦民航有业务往来。中国早期的许多中资公司（如国航 ）都是先在沙迦设点，后来才迁居迪拜。
虽然沙迦和迪拜相邻，但发展情况截然不同，沙迦的经济发展较为缓慢，不过城市美化别具特色，为中东地区著名的文化名城，从沙迦的城市建设来看，就可感觉得到沙迦浓厚的文化氛围，很多地区还保存着石油时代前的建筑和街区。沙迦有9家博物馆，还有许多学校和培训中心。另外，沙迦也是阿联酋的工业中心，沙迦工业产值占阿国内工业生产总值的45%。

## 文化
相对迪拜来说，沙迦是一个宗教气氛更浓的酋长国。这里是绝对禁止饮酒的，就连飯店里也不允许设酒吧。

## 外部連結
- 阿联酋沙迦酋长国简介